# 維爾蕾特·艾爾頓

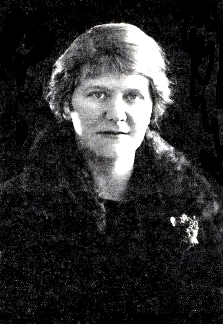
維爾蕾特·艾爾頓

維爾蕾特·艾爾頓（Violet Elton，1895年—1969年3月4日），是一名英格蘭女子羽球運動員。七歲時，她開始在印度打羽球。在加入一個在肯辛頓的羽球俱樂部之後，她開始變得突出。她贏得了5次全英羽球錦標賽女子雙打冠軍，包括1920年搭配拉維妮亞·拉德利亞、1926年搭配A·M·希德，及1928-30年搭配瑪喬麗·巴瑞特。1924年至1930年間，她被英格蘭隊徵召了9次。她於1969年3月4日在德文郡錫德茅斯去世。